# حجر رصف (ترصيف)

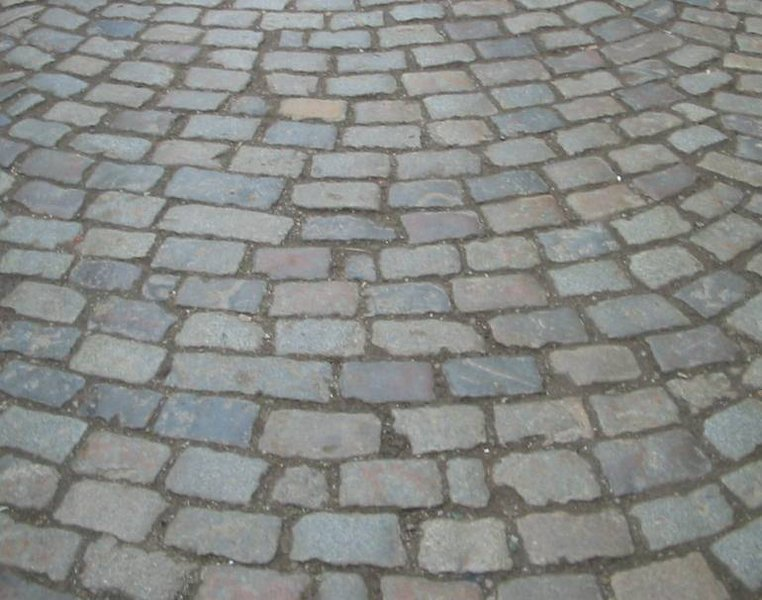
طريق مرصوفة بحجر رصف، وكثيرا ما يوصف خطا على أنه حجر الكوبل

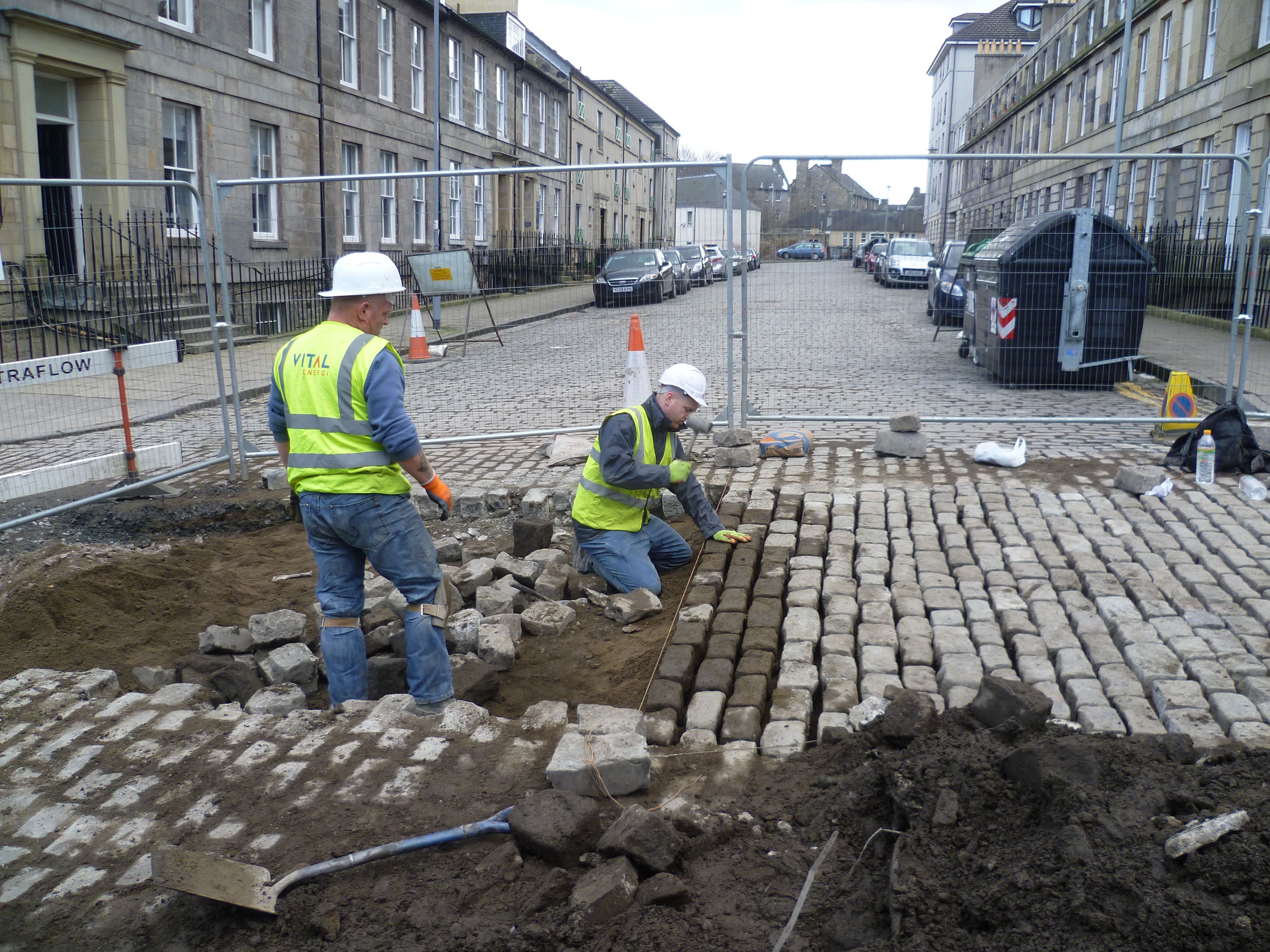
وضع حجر رصف في أدنبرة ، اسكتلندا عام 2013

يُعتبر حجر الرصف (بالإنجليزية: Sett)‏ والمعروف أيضًا باسم الكتلة، الكتلة البلجيكية أو السامبيتريني، عبارة عن صخر المقلع مستطيل يستخدم على نطاق واسع في رصف الطرق والممرات. كانت في السابق تستخدم على نطاق واسع، لا سيما في الشوارع الأكثر انحدارًا لأن أحجار الرصف وفرت لحوافر الخيول تشبث أفضل بالسطح الأملس. غالبًا ما يشار إلى أحجار الرصف بـ "أحجار الكوبل"، على الرغم من أن حجر رصف يتميز عن حجر الكوبل في تغيير وقولبة الشكل بعد الاستخراج، في حين أن الأخيرة تكون عمومًا صخرة صغيرة مستديرة بشكل طبيعي. عادة ما تكون مصنوعة من الجرانيت .

## أماكن
تشمل الأماكن المرصوفة بأحجار الرصف العديد من شوارع روما وأماكن أخرى في إيطاليا (حيث تسمى الكتل "سامبيتريني")، حيث استخدم الرومان هذه التقنية لأول مرة، وأماكن في أبردين (اسكتلندا)، والكثير من المواقع في المدينة القديمة [الإنجليزية] والمدينة الجديدة [الإنجليزية] في إدنبرة، والساحة الحمراء في موسكو .
سيلوث [الإنجليزية]، البلدة الساحلية في كمبريا في شمال غرب إنجلترا، ما زالت لديها أحجار الرصف (وضعت أصلاً في القرن التاسع عشر) في شارع عدن (Eden) وشارع كريفال (Criffel) المواجه للبحر. تبرز الشوارع المعبدة بأحجار الرصف في سباقات الدراجات الهوائية خاصة طواف بريطانيا التي زار سيلوث في عام 2015.

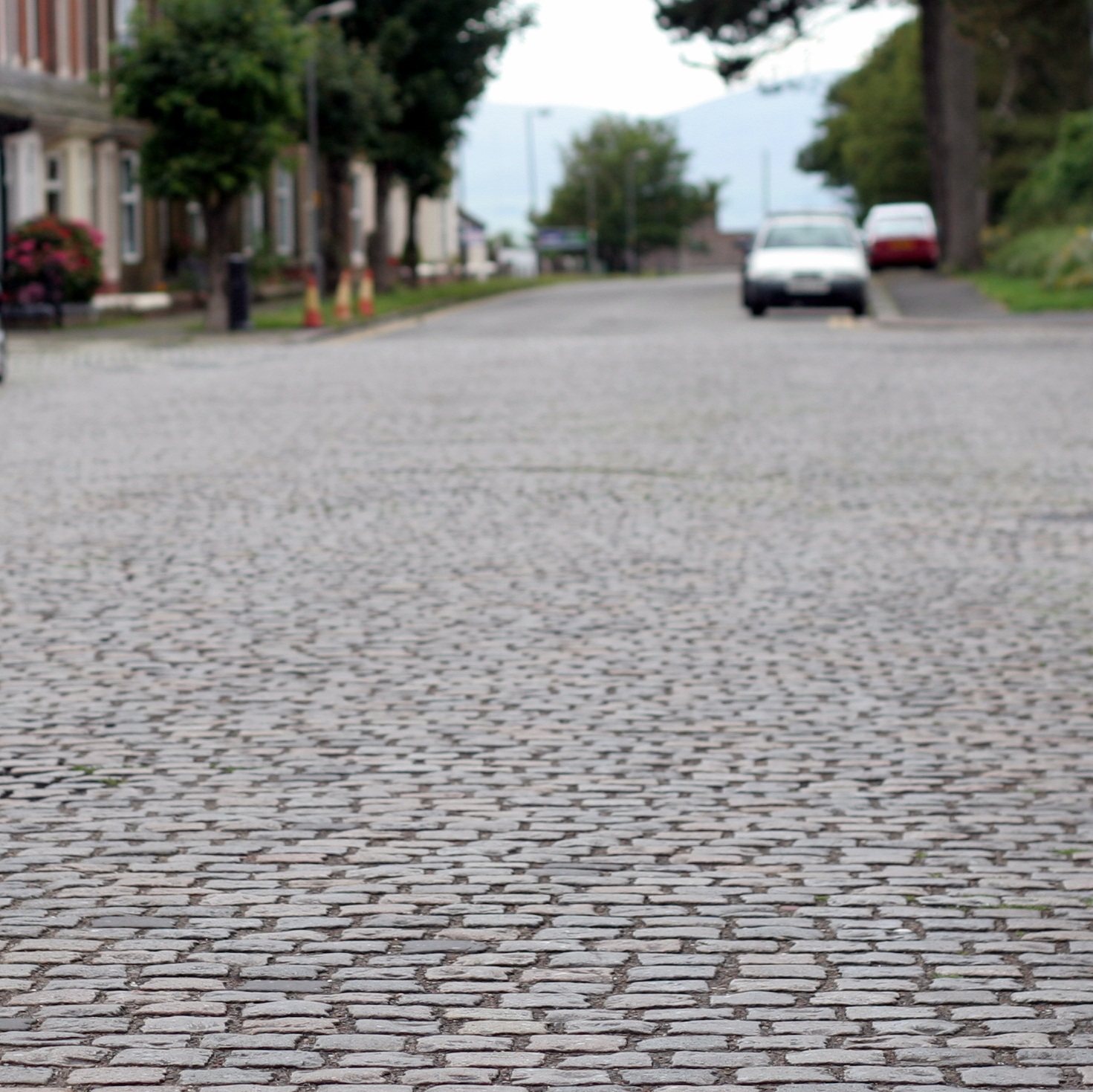
أحجار الرصف عند تقاطع شارع عدن وشارع كريفيل في سيلوث في سولواي، كمبريا المملكة المتحدة

معظم الطرق لوسط مدينة بروج ببلجيكا، مرصفة بالكتل البلجيكية، ولكن في السنوات الأخيرة تم استبدال العديد منها بالأسفلت لتقليل الضوضاء.
في مدينة نيويورك، تحتفظ الأحياء الغربية (بما في ذلك منطقة تعليب اللحوم ) وسوهو وتريبيكا بهذه الشوارع. استخدم نفق هولاند [الإنجليزية] الكتل على نطاق واسع ويمكن رؤيته في بعض المواقع بما في ذلك تحت أرصفة طرق الخدمة بجانب نيوجيرسي. تحتوي الأقسام القديمة في بروكلين مثل دينبو والأحياء المحيطة أيضًا على شوارع مرصوفة بالكتل البلجيكية.
يعتبر نهج جيرمانتاون في فيلادلفيا، ولا سيما أطرافه العليا عبر جيرمانتاون [الإنجليزية] وسيلوثجبل إيري [الإنجليزية] وتشستنت هيل [الإنجليزية]، مميزًا لكونه مرصوفًا بالكتل البلجيكية؛ احتفظت مشاريع إعادة بناء الطرق في هذا الطريق أو أعيد تقديمها لتمهيد المباني لإعطاء طابع تاريخي إضافي لهذه الأحياء. يشتمل جزء من هذه الصفة على مسارات العربة 23، على الرغم من أن المسارات الحديثة مغطاة ببلاطات خرسانية بدلاً من الكتل، ويتم تشغيل خط العربة نفسه حاليًا بواسطة الحافلات.
في ريتشموند، فرجينيا، الشوارع المرصوفة بالكتل البلجيكية شائعة بشكل خاص، وأبرزها في شاوكاي سليب [الإنجليزية].
يحتوي حي فيلس بوينت [الإنجليزية] في بالتيمور أيضًا على شوارع مرصوفة بالكتل البلجيكية.
في العديد من المدن الأمريكية باستثناء ريتشموند وفيلادلفيا، غالبًا ما يتم استخدام أحجار الرصف للرصيف في الشوارع التي تحتوي على خطوط الترولي أو خطوط الترام بنفس طريقة تشييد الطوب بالربط الالماني .
استخدمت بورتلاند بولاية أوريغون الكتل البلجيكية للرصف على نطاق واسع في القرن التاسع عشر، بدءًا بالقرب من نهر ويلاميت، لوقف الشوارع من الانجراف في الفيضانات.. العديد من الشوارع في الأجزاء القديمة من المدينة تحت هذه الكتل، ولا تزال بعض الشوارع في فيلس بوينت [الإنجليزية] تتميز بهذا النوع من الأرصفة. تقوم مدينة بورتلاند بتخزين هذه الكتل عند حفرها لإصلاح الشوارع أو المرافق العامة أو تجديدها. لقد تم استخدامها بين السكك في بعض خطوط TriMet 's MAX للسكك الحديدية الخفيفة لتحذير سائقي السيارات من أنهم يقودون فوق مسار السكة.

## أثري
في المدن والبلدات القديمة، يمكن استخدام أحجار الرصف لتحديد المعالم الأثرية المدفونة تحت سطح الطريق مثل أسوار المدينة والبوابات والكاتدرائيات، على سبيل المثال كاتدرائية روتشستر.

## ركوب الدراجات
تُعتبر الشوارع المرصوفة بأحجار الرصف ( بالفرنسية: pavé ) من أبرز الأحداث في العديد من سباقات الدراجات الهوائية، مثل مرحلة الشانزليزيه [الإنجليزية] النهائية في سباق فرنسا للدراجات وسباق باريس- روبيه. السير على حجر الرصف يمثل تحديا تقنيا أكثر من السير على الخرسانة الإسفلتية .

## أمثلة

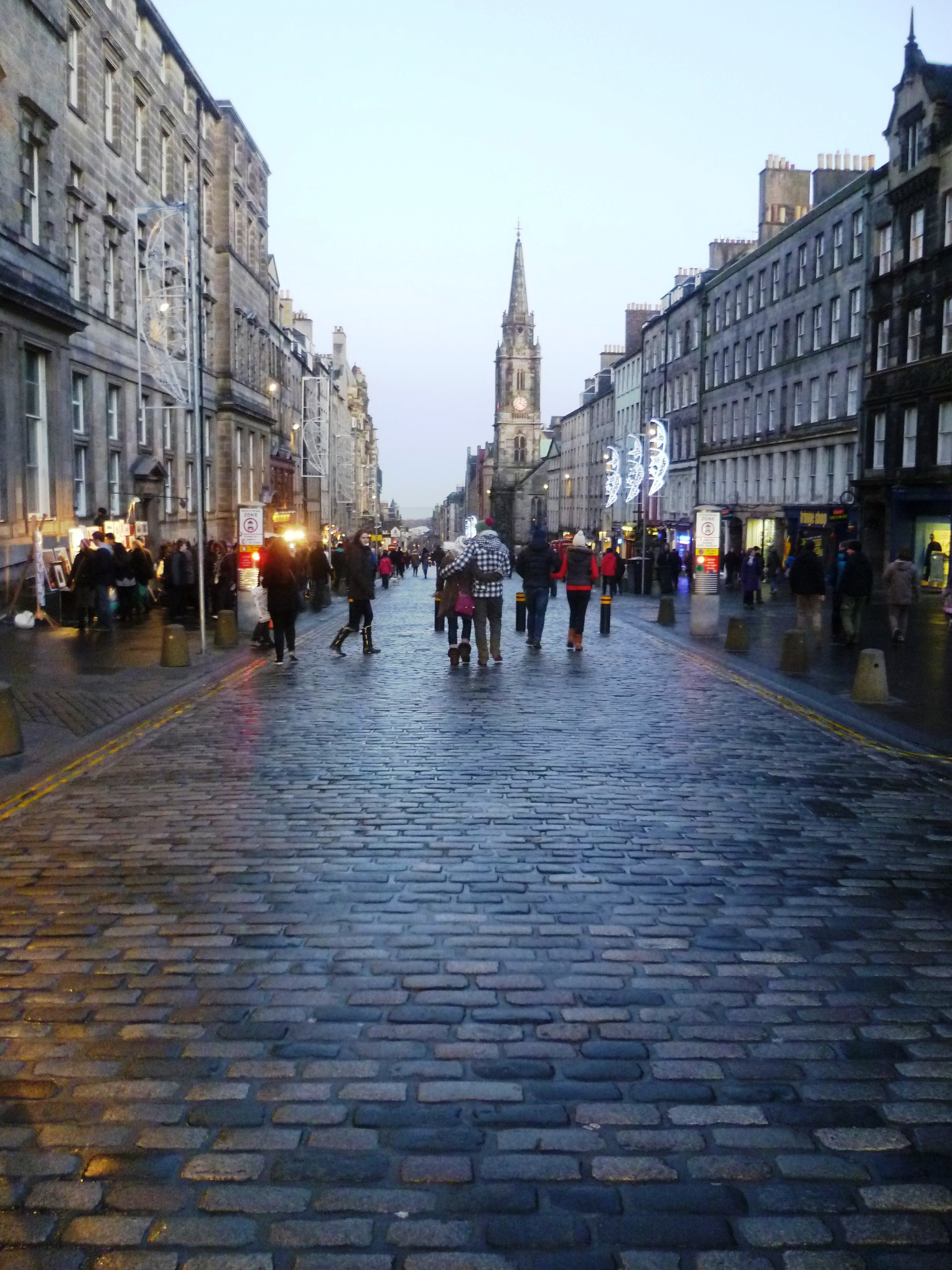
تم وضع جزء كبير من الميل الملكي في إدنبره ، اسكتلندا ، المملكة المتحدة مع أحجار الرصف الجرانيتية ، حيث ينظر هنا شرقًا باتجاه ترون كيرك .
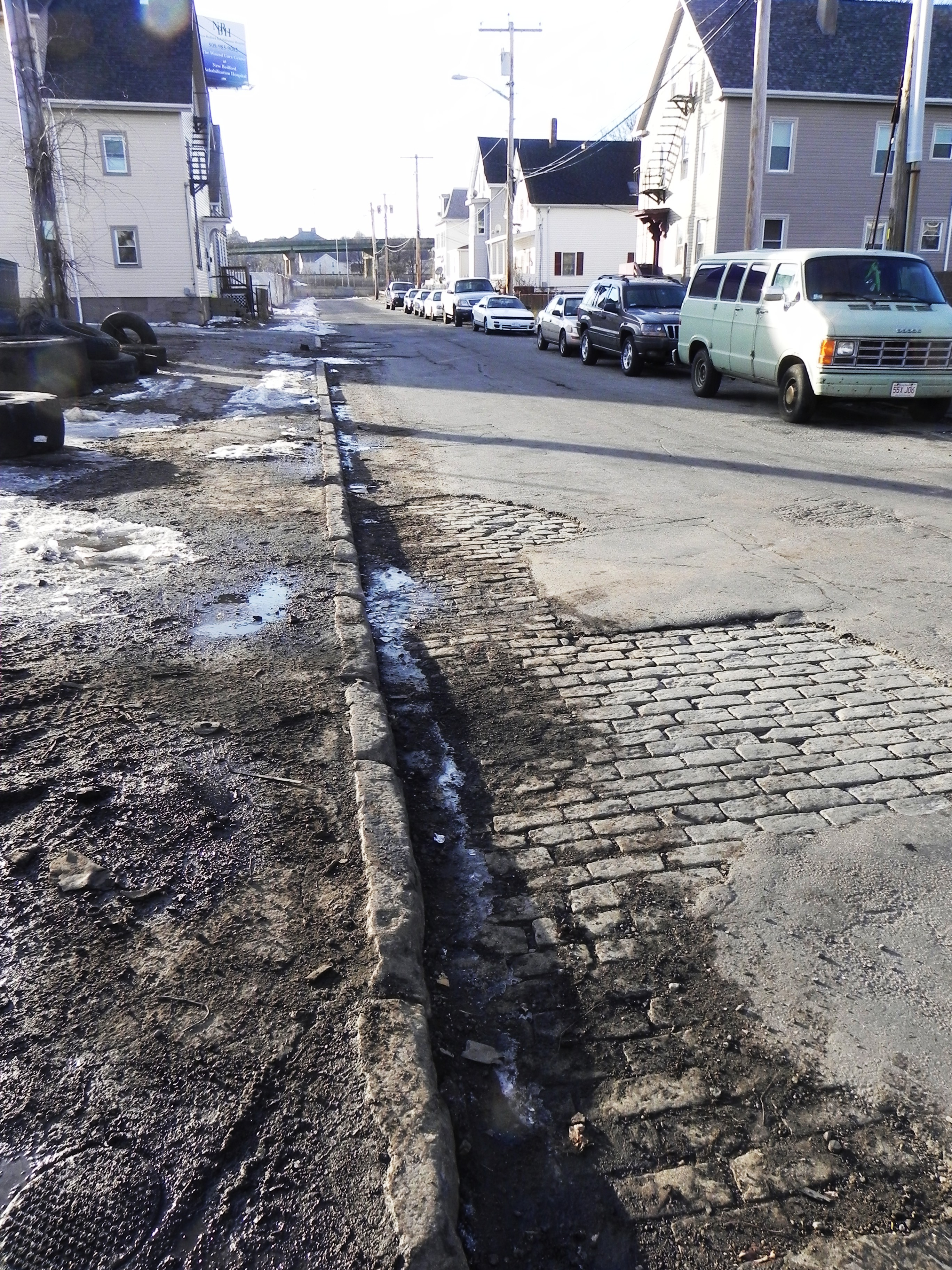
أحجار الرصف مرئية أسفل الأسفلت المتصدع في نيو بدفورد ماساتشوستس ، الولايات المتحدة
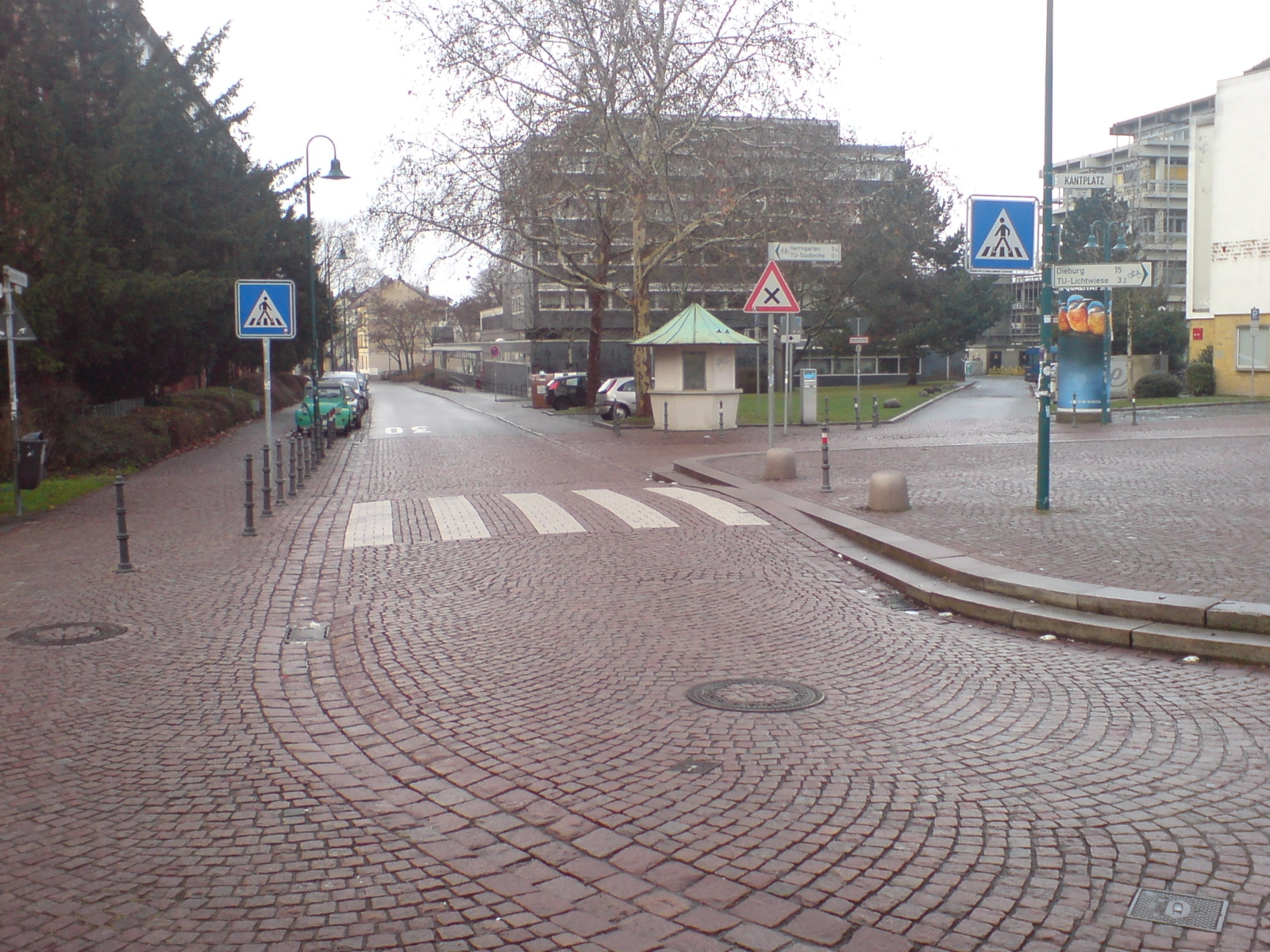
شارع في دارمشتات بألمانيا في العقد الأول من القرن العشرين مرصوف بالأحجار الرصف
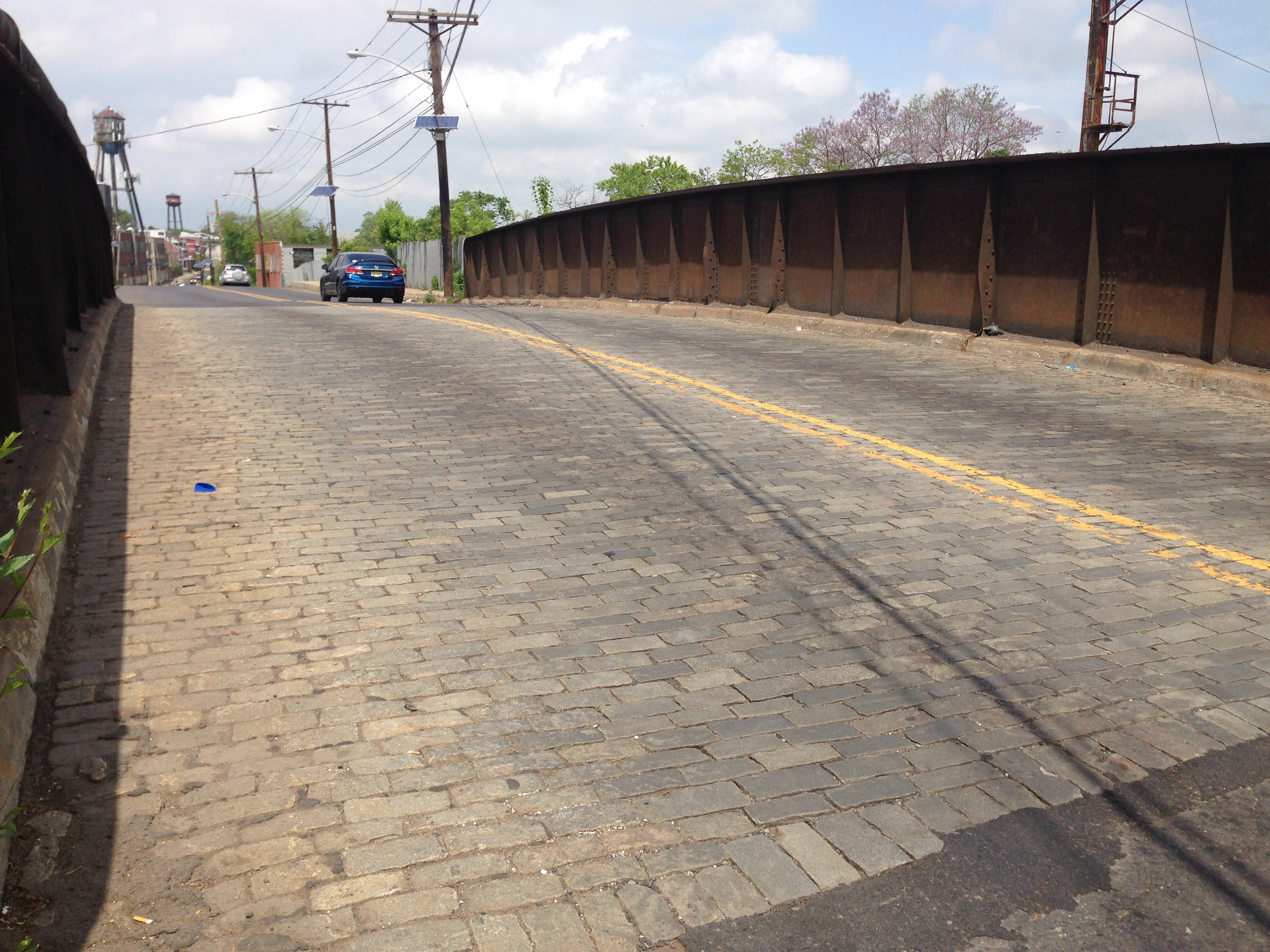
جسر بسطح مرصوف بحجر يحمل نهج أولدن (طريق مقاطعة ميرسر 622) فوق الممر الشمالي الشرقي لخط سكة حديديية في ترينتون ، نيو جيرسي